# Ambassadebelejringen i Stockholm 1975
Ambassadebelejringen i Stockholm 1975 var en terrorhændelse, der udspillede sig på Vesttysklands ambassade i Stockholm, da medlemmer af den venstreekstremistiske organisation Rote Armee Fraktion (RAF) besatte ambassaden og krævede at den vesttyske regering skulle frigive et antal RAF-medlemmer, der var dømt til fængsel i Vesttyskland.

## Forløbet
Aktionen indledtes torsdag den 24. april 1975 kl. 12, da Kommando Holger Meins fra RAF trængte ind på Vesttysklands ambassade på Skarpögatan i Stockholm. Besætterne, Hanna Krabbe, Karl-Heinz Dellwo, Lutz Taufer, Bernhard Rössner, Ulrich Wessel og Siegfried Hausner tog de i alt 12 ansatte på ambassaden som gidsler, heriblandt amabssadøren, Dietrich Stoecker. 
Ambassaden blev omringet af politiet og forhandlinger indledtes. Kommando Holger Meins krævede, at 26 fanger fra Rote Armee Fraktion skulle løslades i Vesttyskland. Det drejede sig blandt andet om Andreas Baader, Ulrike Meinhof, Gudrun Ensslin og Jan-Carl Raspe. Videre krævede besætterne frit lejde fra ambassaden sammen med den svenske ambassadør i Bonn, Sven Backlund.
Den vesttyske forbundskansler Helmut Schmidt meddelte Sveriges statsminister Olof Palme, at man ikke ville give efter for kravene. For at understrege alvoren i RAF's krav dræbte Dellwo to af gidslerne, militærattaché Andreas von Mirbach og handelsattaché Heinz Hillegaart og man truede med at skyde yderligere en ambassadeansat hver time indtil kravene blev opfyldt. Ifølge RAF-medlemmerne skete der visse fremskridt i forhandlingerne. Klokken 23.47 detonerede en trotylladning inde på ambassaden, og besættelsen af ambassaden ophørte. Det antages, at eksplosionen var en fejl. Ulrich Wessel blev dræbt ved eksplosionen, mens de resterende besættere forsøgte at flygte fra stedet. De blev dog pågrebet af svensk politi udenfor ambassaden. 
Eksplosionen blev optaget af Sveriges Television, der havde sendt en reporter til stedet for at rapportere direkte om gidselsituationen. 

## Efterspillet
Ambassadebelejringen krævede fire menneskeliv: Militærattachéen von Mirbach og handelsattachéen Hillegaart, der blev skuddræbt af Dellwo inde på ambassaden samt to af besætterne, Wessel og en uge senere, Hausner. Wessel lå livløs på 3. sal med svære skader i hovedet og på kroppen efter eksplosionen. Han blev ført til Södersjukhuset, hvor han døde 1.30 om natten. Hausner blev indlagt på Karolinska Sjukhuset med svære forbrændinger.
Den svenske regeringen besluttede med henvisning til landets terrorlovgivning, at de fem tilbageværende skadede besættere skulle udleveres til Vesttyskland snarest muligt, da man opfattede det som værende alt for risikabelt at beholde dem i Sverige. Der ville være for stor risiko for yderlige terrorangreb.
I Vesttyskland blev de alle idømt to gange livstid, men blev senere benådet og blev løsladt i årene 1994-1996.